# 奥古斯特·朗德里厄
奥古斯特·朗德里厄（法語：Auguste Landrieu，1888年4月13日—？），比利时男子竞技体操运动员。他曾参加1920年在安特卫普举行的夏季奥运会，结果在男子团体全能项目上获得银牌。